# Turn This Club Around (песня)
«Turn This Club Around» (с англ. — «Переверни этот клуб») — песня немецкой EDM-группы R.I.O., в которой участвуют поп-, R&B- и хип-хоп-исполнители U-Jean и Tony T. Песня была написана Яном Пайфером, Мануэлем Ройтером, Нилом Энтони Дайером и Андресом Баллинасом. Она была выпущена в Германии для цифрового скачивания 16 сентября 2011 года.

## Клип
Музыкальный клип, сопровождающий релиз «Turn This Club Around», был впервые выпущен на YouTube 15 сентября 2011 года общей продолжительностью три минуты и двадцать семь секунд.

## Список композиций
UK Digital download
1. «Turn This Club Around» (Video Edit) — 3:21
2. «Turn This Club Around» (Extended Mix) — 5:19
3. «Turn This Club Around» (Crystal Lake Radio Edit) — 3:38
4. «Turn This Club Around» (Money G Radio Edit) — 3:10
5. «Turn This Club Around» (Kardinal Beats Radio Edit) — 3:22
6. «Turn This Club Around» (Pokerface Radio Edit) — 3:29
7. «Turn This Club Around» (Astrixx Radio Edit) — 3:13

## В записи участвовали
- Ведущий вокал — Tony T. и U-Jean
- Продюсеры — Янн Пейфер, Мануэль Ройтер
- Текст песни — Янн Пейфер, Мануэль Ройтер, Андрес Баллинас
- Лейбл — Kontor Records

## Хит-парады

### Недельные хит-парады
| Чарт (2011—12)                             | Высшая позиция |
| ------------------------------------------ | -------------- |
| Австрия (Ö3 Austria Top 40)                | 5              |
| Бельгия/Фландрия (Ultratip Bubbling Under) | 83             |
| Бельгия/Валлония (Ultratip Bubbling Under) | 46             |
| Канада (Billboard Canadian Hot 100)        | 95             |
| Франция (SNEP)                             | 96             |
| Германия (GfK)                             | 3              |
| Люксембург (Billboard)                     | 1              |
| Нидерланды (Dutch Top 40)                  | 34             |
| Нидерланды (Single Top 100)                | 43             |
| Шотландия (OCC Scotland)                   | 26             |
| Швейцария (Schweizer Hitparade)            | 1              |
| Великобритания (OCC UK Singles)            | 36             |

### Годовые хит-парады
| Хит-парад (2011)                  | Позиция |
| --------------------------------- | ------- |
| Австрия (Ö3 Austria Top 40)       | 72      |
| Германия (Official German Charts) | 48      |
| Швейцария (Schweizer Hitparade)   | 60      |

### Сертификация
| Регион | Сертификация | Продажи |
| --- | ------------ | ------- |
| Дания (IFPI Danmark) | Золотой      | 900 000 |
| Германия (BVMI) | Платиновый   | 300 000 |
| Данные о продажах + прослушиваниях приведены только на основе сертификации. · Данные только о прослушиваниях приведены на основе сертификации. |              |         |

## Даты выпуска
| Страна         | Дата             | Формат            | Лейбл          |
| -------------- | ---------------- | ----------------- | -------------- |
| Германия       | 16 сентября 2011 | Цифровая загрузка | Kontor Records |
| Великобритания | 6 января 2012    | Цифровая загрузка | Zoo Digital    |